# Gaius Julius Civilis

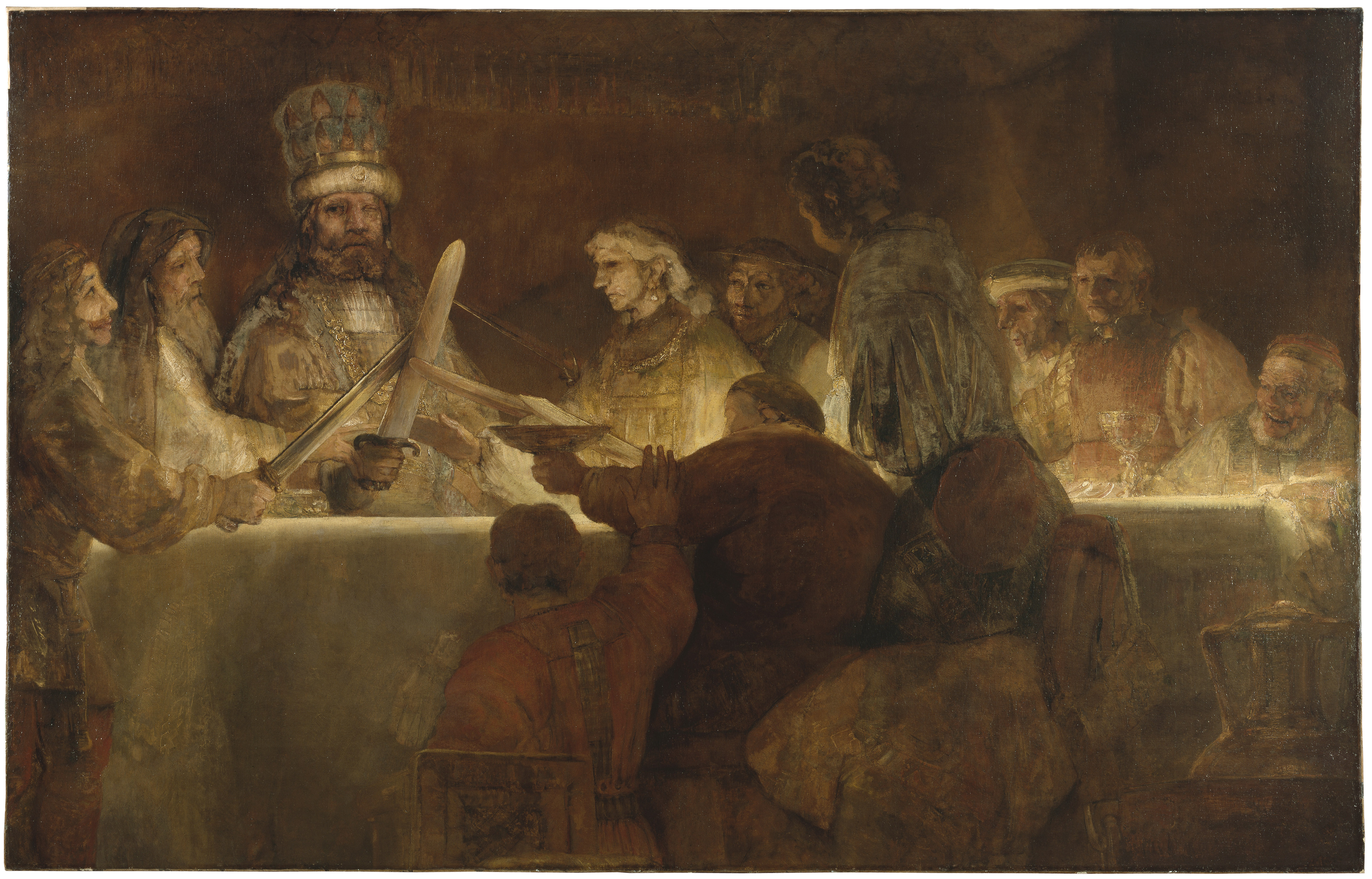
Batavernas trohetsed till Claudius Civilis, målning av Rembrandt från 1661, föreställer det tillfälle då bataverna svär sin trohet till Gaius Julius Civilis, som ledde batavernas uppror mot romarriket år 69.

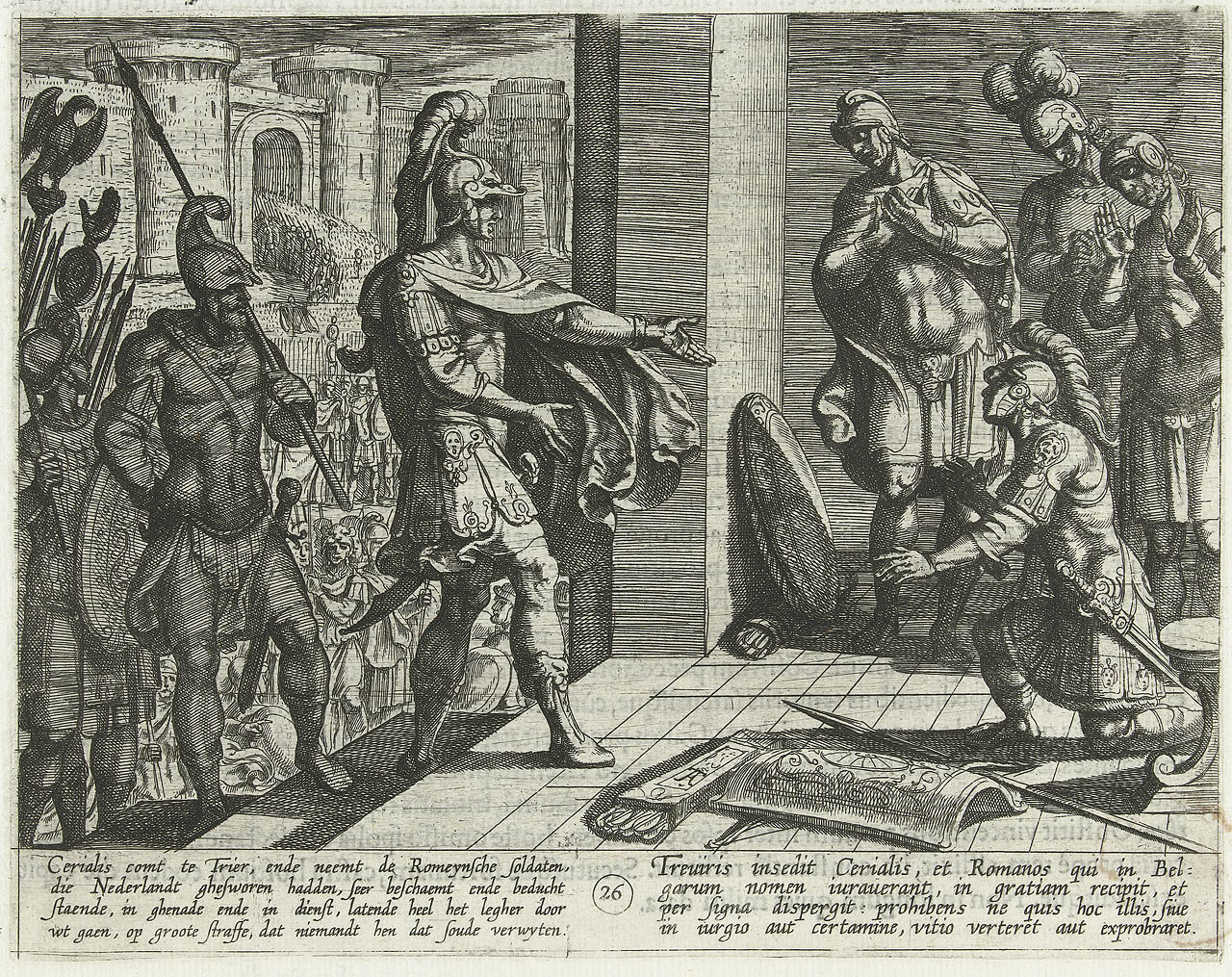
Cerialis benådar soldater efter det bataviska upproret 69–70 e.Kr., Antonio Tempesta, 1612.

Gaius Julius Civilis var ledare för batavernas uppror mot romarna år 69. Bataverna var en germansk folkstam som bodde i området runt Rhens utlopp i det som senare blev Nederländerna, i ytterkanten av romarriket. Civilis var släkt med den bataviska kungafamiljen som en gång styrde regionen.
Civilis blev fängslad två gånger för uppror mot romarna, men han blev vid bägge tillfällena benådad. Sista gången uppges att det skedde efter att han blivit falskt anklagad av Fontio Capito. På grund av denna anklagelse blev både Civilis och hans bror Julius Paulus förda till Rom. Brodern blev där dömd till avrättning av kejsar Nero, men Civilis blev ånyo benådad. Efter Neros fall 68 deltog han i ett uppror som stödde Vespasianus, istället för den nye kejsaren Vitellius.
Bataverna var romarnas allierade och ställde upp med soldater när Rom så krävde; dock uppges det att bataverna blev illa behandlade av de lokala romerska guvernörerna, vilket blev huvudorsaken till deras uppror. Flera folkstammar gjorde gemensam sak med bataverna, såsom exempelvis friserna. Den romerska flottan på Rhen blev angripen, och 24 fartyg kapades. Två romerska legioner blev besegrade i slaget vid Castra Vetera (nära dagens Xanten). Ett flertal romerska militärer anslöt sig också till upproret, däribland generalerna Julius Classicus och Julius Tutor. Upproret spred sig även till stora delar av Gallien, och satte hela det romerska herraväldet i västra Europa på spel.
Det romerska inbördeskriget slutade år 69 i och med att Vespasianus besegrade Vitellius, som avrättades. Den nu nyblivne kejsaren Vespasianus beordrade Civilis att lägga ner vapnen, något som denne vägrade. Detta gjorde att Vespasianus år 70 skickade generalen Quintus Petillius Cerialis som besegrade upprorsmakarna och Civilis i slaget vid Augusta Treverorum (idag den tyska staden Trier). Civilis blev då tvungen att dra sig tillbaka djupare inne i batavernas eget territorium. 
Genom fredsförhandlingar fick Bataverna möjlighet att sluta fred med Rom; de var dock tvungna att flytta sin huvudstad till ett nytt ställe som var mer svårförsvarat, samt att en romersk legion permanent stationerades i Batavien. Det finns inga bevis för att Civilis blev fängslad, utan snarare visar fredsförhandlingarna att han fick immunitet.